# Маловский, Алексей Александрович
Алексей Александрович Маловский (28 февраля 1904 года, село Александровка, Пензенская область — 17 мая 1942 года, Крым) — командир пограничных войск НКВД, подполковник, начальник 26-го пограничного отряда Черноморского пограничного округа.

## Биография
Алексей Александрович Маловский 28 февраля 1904 года в селе Александровка (сегодня Каменского района, Пензенской области, Российской Федерации) в крестьянской семье.

## Учёба
- Учился в школе второй ступени своего села Каменка (в наши дни — школа № 1 города Каменка, Пензенской области),
- Физкультурные курсы (г. Пенза),
- Одесская пехотная школа,
- Военная академия имени М. В. Фрунзе[1] (Окончил в 1940 году)[2]

## Служба в межвоенный период
Начальник Черноморской пограничной заставы.
Начальник штаба 26-го Краснознамённого пограничного полка НКВД по охране тыла Крымского фронта.
Начальник штаба 26-го пограничного отряда Черноморского пограничного округа.

## Великая Отечественная война
Участник Великой Отечественной войны с 22 июня в должности начальника штаба 26-го пограничного отряда Черноморского пограничного округа. 7 августа принял командование отрядом от майора Бориса Павловича Серебрякова, назначенного начальником охраны тыла Одесского оборонительного района и Приморской армии. В тот же день для доукомплектования полка офицерским составом ему было передано 24 лейтенанта и 4 младших лейтенанта из выпускников Одесского пехотного училища, а также несколько младших офицеров из состава 249-го конвойного полка. При этом на основные командные должности формируемого полка в абсолютном большинстве назначались только пограничники. Общая численность полка составила свыше 4000 человек, что в те дни составляла достаточное количество. Полк был передан в оперативное подчинение Приморской армии.
Погранполк майора А. А. Маловского стал не только одним из полков 421-й стелковой дивизии, но и надежной опорой всего Восточного сектора Одесского оборонительного района. Это были отборные и опытные воины, к началу войны большинство из них имело по 5—7 лет срочной службы. Они не раз выручали своих соседей — морских пехотинцев полковника Я. И. Осипова в трудные моменты боев. Пример своим пограничникам подавал их смелый и решительный командир. Так, в один из дней боев, когда у моряков сложилась критическая ситуация, майор А. А. Маловский возглавил подразделение пограничников, которое контратаковало фланг и тыл румын, атакующих моряков. Захватив вражескую батарею, пограничники открыли сильный огонь из захваченных пушек, что вызвало панику во вражеских рядах и позволило морякам отстоять свои рубежи.
27 августа 1941 года был тяжело ранен в обе ноги, но продолжал руководить боем. За мужество и героизм, проявленный при обороне Одессы, в феврале 1942 года подполковник Маловский А. А. был награждён орденом Красного Знамени.
После выздоровления участвовал в боях в Крыму. В битве за Крым отважный командир подполковник Маловский А. А. в ночь с 16 на 17 мая 1942 года в бою под деревней Бакси в районе горы Митридат, прикрывая отход войск к переправе, был тяжело ранен и от полученных ран умер. Тело было перевезено в деревню Тамань и погребено на Братском кладбище.
В 1965 году его прах перевезен в Одессу и захоронен на аллее Славы в центральном Парке культуры и отдыха имени Т. Г. Шевченко.
С 1967 года боевой путь и биографию подполковника А. А. Маловского исследовал Заслуженный учитель российской Федерации П. А. Фельдман. Он содействовал установке в 2012 году на здании школы № 1 в Каменке мемориальной доски в память об А. А. Маловском и присвоению одной из улиц Каменки имени героя-пограничника.

## Память
- 30 апреля 1965 года Приказом КГБ при Совете министров СССР № 133 имя подполковника А. А. Маловского было присвоено одной из пограничных застав Одесского пограничного отряда.
- В Каменке именем подполковника А. А. Маловского названа улица. В 2012 году на здании школы № 1 Каменки была установлена мемориальная доска в его честь.

### Одесская область
- В Одессе именем А. А. Маловского названа улица в районе Слободка[6]. В городе есть также улица Героев-Пограничников[7].
- На месте боёв 26-го погранполка, между Аджалыкским лиманом и железной дорогой, установлен мемориал Курган Славы.